# Sissi (miniserie televisiva)
Sissi (Sisi) è una miniserie televisiva di coproduzione internazionale (Austria, Italia e Germania) diretta da Xaver Schwarzenberger e con protagonista l'attrice italiana Cristiana Capotondi.
Il film tratta della vita di Elisabetta di Baviera, nota come Principessa Sissi, dal 1854, anno delle sue nozze con Francesco Giuseppe I d'Austria, fino al 1867, anno dell'incoronazione degli imperatori austriaci a re e regina d'Ungheria.
La miniserie TV è andata in onda in prima visione assoluta in Austria e in Germania nel 2009. È andata in onda in prima visione italiana su Rai 1 il 28 febbraio e il 1º marzo 2010.

## Ascolti
| n° | Prima TV Italia  | Telespettatori | Share  |
| -- | ---------------- | -------------- | ------ |
| 1  | 28 febbraio 2010 | 7 281 000      | 27,02% |
| 2  | 1º marzo 2010    | 7 659 000      | 26,47% |